# Fiona Elliott
Fiona Elliott (* 13. November 1963 in Farnborough, verheiratete Fiona Smith) ist eine ehemalige englische Badmintonspielerin. Peter A. Smith ist ihr Ehemann, Mark Elliott ihr Bruder.

## Karriere
Fiona Elliott gewann 1990 Silber im Dameneinzel bei den Europameisterschaften. Zuvor hatte sie bereits die Hungarian International, die Portugal International, die Irish Open, die Welsh International, die Dutch Open und die Scottish Open gewonnen. In England wurde sie sieben Mal Meisterin.

## Erfolge
| Saison | Veranstaltung                  | Disziplin   | Platz | Name                          |
| ------ | ------------------------------ | ----------- | ----- | ----------------------------- |
| 1981   | Junioren-Europameisterschaft   | Mixed       | 3     | Steve Butler / Fiona Elliott  |
| 1982   | Hungarian International        | Damendoppel | 1     | Jill Pringle / Fiona Elliott  |
| 1983   | Irish Open                     | Damendoppel | 1     | Fiona Elliott / Jill Pringle  |
| 1984   | Portugal International         | Mixed       | 1     | Gerry Asquith / Fiona Elliott |
| 1984   | Portugal International         | Damendoppel | 1     | Fiona Elliott / Eva Stuart    |
| 1984   | Portugal International         | Dameneinzel | 1     | Fiona Elliott                 |
| 1984   | England: Einzelmeisterschaften | Dameneinzel | 1     | Fiona Elliott                 |
| 1985   | Portugal International         | Dameneinzel | 1     | Fiona Elliott                 |
| 1985   | Portugal International         | Mixed       | 1     | Mark Elliott / Fiona Elliott  |
| 1985   | England: Einzelmeisterschaften | Dameneinzel | 1     | Fiona Elliott                 |
| 1985   | Irish Open                     | Dameneinzel | 1     | Fiona Elliott                 |
| 1985   | Portugal International         | Damendoppel | 1     | Fiona Elliott / J. Elliot     |
| 1985   | Irish Open                     | Damendoppel | 1     | Fiona Elliott / Alison Fisher |
| 1986   | Welsh International            | Dameneinzel | 1     | Fiona Elliott                 |
| 1986   | Scottish Open                  | Mixed       | 1     | Andy Goode / Fiona Elliott    |
| 1986   | Dutch Open                     | Mixed       | 1     | Andy Goode / Fiona Elliott    |
| 1987   | Welsh International            | Dameneinzel | 1     | Fiona Elliott                 |
| 1987   | Welsh International            | Damendoppel | 1     | Fiona Elliott / Sara Halsall  |
| 1987   | Carlton-Intersport-Cup         | Dameneinzel | 1     | Fiona Elliott                 |
| 1987   | Carlton-Intersport-Cup         | Damendoppel | 1     | Fiona Elliott / Sara Halsall  |
| 1987   | England: Einzelmeisterschaften | Mixed       | 1     | Andy Goode / Fiona Elliott    |
| 1987   | England: Einzelmeisterschaften | Dameneinzel | 1     | Fiona Elliott                 |
| 1987   | Scottish Open                  | Dameneinzel | 1     | Fiona Elliott                 |
| 1988   | Welsh International            | Damendoppel | 1     | Fiona Elliott / Sara Halsall  |
| 1988   | Dutch Open                     | Dameneinzel | 1     | Fiona Smith                   |
| 1989   | England: Einzelmeisterschaften | Dameneinzel | 1     | Fiona Smith                   |
| 1989   | Bell’s Open                    | Dameneinzel | 1     | Fiona Smith                   |
| 1990   | Europameisterschaft            | Dameneinzel | 2     | Fiona Smith                   |
| 1990   | England: Einzelmeisterschaften | Dameneinzel | 1     | Fiona Smith                   |
| 1991   | Irish Open                     | Dameneinzel | 1     | Fiona Smith                   |
| 1991   | Welsh International            | Dameneinzel | 1     | Fiona Smith                   |
| 1992   | England: Einzelmeisterschaften | Dameneinzel | 1     | Fiona Smith                   |
| 1992   | Finnish International          | Mixed       | 1     | Jan Paulsen / Fiona Smith     |
| 1992   | Wimbledon Open                 | Dameneinzel | 1     | Fiona Smith                   |